# Демет Авгар
Демет Евгар (на турски: Demet Evgar) е турска актриса и певица, известна с ролите си в игрални филми и телевизионни сериали. Тя също развива активна кариера като актриса в театъра, където е дебютирала. Основателка е на театрални учреждения като Pangar, Hata Yapım Atölyesi, Müşterek, Multi Arts Production.
На 17 март 2022 г. Демет Евгар се омъжва за Левент Бабаташ, с когото живее от 6 години преди това. През август 2022 г. им се ражда дете.

## Биография
Родена е на 18 май 1980 г. в град Маниса, Турция. По бащина линия е от албански произход. По майчина линия е от турски произход, на турци, преселили се след разпадането на Османската империя от Солун (днес част от Гърция). Неин брат е турският режисьор Игит Евгар.
Тя се прославя след ролята си в 8-ия сезон на комедийния сериал 1 Kadyn 1 Erkek (в превод на български: „Мъж и жена“). Тя играе ролята на „Кара Фатма“ (гостуваща звезда) в периодичния турски сериал „Ти си моята родина“ и има водеща роля в драматичния сериал Avlu и Alev Alev.
През 2020 г. издава първия си официален сингъл Nanay, а през 2021 г. е включена в песента на Джан Бономо Rüyamda Buluttum.